# Nord-Odal
Nord-Odal es un municipio de la provincia de Hedmark, Noruega. Tiene una población de 5131 habitantes según el censo de 2016 y su centro administrativo es la localidad de Sand. La parroquia de Nordre Odalen recibió la categoría de municipio el 1 de enero de 1838.

## Etimología
El último elemento es el antiguo nombre del distrito, Odal (nórdico antiguo: Ódalr). El primer elemento es ó, una forma alternativa de á, que significa «río» (de ahí el río Glomma). El último elemento es dalr, el cual significa «valle».
El elemento Nord-, que significa «septentrional» o «del norte», se añadió en 1829 cuando la parroquia de Odal se dividió en dos.

## Escudo de armas
El escudo de armas es de época reciente.  Fue aprobado el 10 de enero de 1992. El escudo muestra dos herramientas negras en fondo dorado. Ambas representan la tradición forestal del municipio.

## Geografía
Nord-Odal se encuentra en la orilla septentrional del lago Storsjøen, y limita al norte con el municipio de Stange, al este con Åsnes y Grue, al sur con Sør-Odal y Nes, y al oeste con Eidsvoll.

## Residentes destacados
- Jan Werner Danielsen, cantante.
- Sigurd Hoel, escritor.